# Partula tristis
Partula tristis – wymarły gatunek lądowego ślimaka trzonkoocznego z rodziny Partulidae. Występował endemicznie na wyspie Raiatea w Polinezji Francuskiej. Wyginął około 1990 roku wskutek introdukcji inwazyjnego gatunku Euglandina rosea, który pojawił się na wyspie pod koniec lat 80. XX wieku. W 2024 roku został oficjalnie uznany za wymarły przez Międzynarodową Unię Ochrony Przyrody.